# Jabaleh
Jabaleh (persiska: جبله) är en ort i Iran.   Den ligger i provinsen Khorasan, i den nordöstra delen av landet, 500 km öster om huvudstaden Teheran. Jabaleh ligger 1 497 meter över havet och antalet invånare är 718.
Terrängen runt Jabaleh är lite bergig, och sluttar norrut.Runt Jabaleh är det ganska glesbefolkat, med 29 invånare per kvadratkilometer. Närmaste större samhälle är Dastūrān, 3,2 km nordväst om Jabaleh. Trakten runt Jabaleh består i huvudsak av gräsmarker.